# Прусаков, Дмитрий Борисович
Дми́трий Бори́сович Прусако́в (род. 31 июля 1965, Москва) — российский историк-египтолог, доктор исторических наук, главный научный сотрудник Института востоковедения РАН, член Восточного института Университета Чикаго, член Общества по изучению Египта (Лондон), участник различных археологических экспедиций. Занимается социо-естественной историей Древнего мира, один из ведущих российских специалистов по истории додинастического и раннединастического Египта.

## Биография
Выпускник МГТУ им. Н. Э. Баумана. Окончил аспирантуру Института востоковедения РАН (1992—1995 гг.). В 1996 году защитил кандидатскую диссертацию «Взаимоотношение человека и природы в Древнем Египте», в 2001 году защитил докторскую диссертацию «Древний Египет в IV—II тыс. до н. э. : Социально-экологические факторы эволюции общества и государства».

## Критика
Богданов И. В. (к.и.н., в.н.с. ИВР РАН), рассматривая административную иерархию Древнего царства, характеризует концепции египетского политогенеза, которые высказывает Д. Б. Прусаков как контрфактичные и бездоказательные.
«В течение столетий все местные администраторы и высшие чиновники государства были так или иначе связаны с царской семьей, а не являлись главами мифических „бывших вождеств“».
<…>

«Подобные примитивные концепции „вождеств“ в Древнем Египте уже много лет пропагандирует в своих сочинениях г.н.с. ИВ РАН д.и.н. Д. Б. Прусаков. Увлечённо рассказывая о происхождении государства в Египте и борьбе „династического клана“ с племенными вождями, Д. Б. Прусаков игнорирует тот факт, что ни титул „вождь“, ни термин „племя“ в источниках не встречаются. Эта концепция, как и домыслы о межплеменной борьбе в династическом Египте, является плодом его творческой фантазии».
В то же время везде по приводимым И. В. Богдановым ссылкам на Д. Б. Прусакова ([например: Прусаков 2001, с. 70 слл., 95 слл. и др.]) последний четко оговаривает, что его социо-антропологические версии египетского политогенеза являются гипотезами. «Термину „чифдом“ мы придаем здесь абсолютно условный смысл: о характере социально-политической организации додинастического Египта практически ничего не известно» (Прусаков Д. Б. Природа и человек в древнем Египте. М.: Московский лицей, 1999. С. 80, прим. 23).
Крол А. А. (к.и.н., с.н.с. НИИ и Музея антропологии МГУ) отмечает, что тезисы Д. Б. Прусакова о запустении Дельты Нила и её затоплении водами Средиземного моря в эпоху первых фараонов, движение населения с севера на юг Египта противоречат материалам археологических исследований памятников Дельты.
А. А. Крол пишет: «Гипотеза Прусакова, однако, не учитывает особенностей геоархеологии Дельты, детально изученных К. Бутцером в его книге „Ранняя речная цивилизация в Египте“ (1976) и многочисленных статьях. По мнению Бутцера, большинство городищ центральной Дельты, известных с периода Древнего царства, были основаны в додинастические или раннединастические времена на так называемых старых песках, перекрытых слоем речных аллювиальных отложений. Такие острова или гезиры (араб. остров) Бутцером было предложено называть „черепашьи спины“ (tаrtle-backs). Именно на таких гезирах, а также окраинах Дельты, где плодородная земля граничила с песками пустыни, приблизительно к середине IV тысячелетия до н. э. были основаны ранние поселения (Butzer, 1976, с. 15-21)» и т. д. (Крол А. А. Египет первых фараонов…, с. 89).
Д. Б. Прусаков, однако, пишет: «Нужно отметить, что среди возвышенностей Дельты, для которых характерна минимальная толщина аллювия, особенно выразительны так называемые „черепашьи спины“ („turtlebacks“) — остатки крупных наносных образований плейстоценовой эпохи, которые имеют вид песчаных холмов, раскинувшихся на общей площади ок. 5200 км2. Эти образования, малодоступные для разливов, были или вовсе свободны от ила, или покрыты лишь незначительными его слоями и потому плохо подходили для земледелия, хотя иногда годились для выпаса скота. Однако „черепашьи спины“ группировались главным образом в центральной и юго-восточной Дельте [Butzer 1959c, Fig. 5; 1975, fig. 2; 1976, fig. 4], на остальной же территории её рельеф ограничивался отдельными небольшими возвышенностями, примером которых могли бы послужить городища Таниса или таких древнейших северных поселений Низовья, как Буто и Бехдет» (Прусаков Д. Б. Раннее государство в древнем Египте. М.: Институт востоковедения РАН, 2001. С. 31).

## Публикации
- Взаимоотношение человека и природы в древнем Египте. Автореф.дисс. … к.и.н. М., 1996.
- Прусаков Д. Б. Природа и человек в древнем Египте. — М.: Московский лицей, 1999. — 240 с. — (Социоестественная история. Вып. 14). — 1000 экз. — ISBN 5-7611-0210-2.
- «Origins of Islam». Acta Orientalia Academiae Scientiarum Hungaricae 53/3-4 (1999): 243—276 (совместно а В. В. Клименко и А. В. Коротаевым).
- Прусаков Д. Б. Раннее государство в древнем Египте. — М.: Ин-т востоковедения, 2001. — 176 с. — (Социоестественная история. Вып. 19).
- Древний Египет в IV—II тыс. до н. э.: социально-экологические факторы эволюции общества и государства. Автореф. дисс. … д.и.н. М., ИВ. 2001.
- Коротаев А. В., Клименко В. В., Прусаков Д. Б. Возникновение ислама: Социально-экологический и политико-антропологический контекст. — М.: ОГИ, 2007. — 112 с. — 1000 экз. — ISBN 5-94282-104-6.
- Прусаков Д. Б. Древний Египет: почва цивилизации (Этюд о неолитической революции) / Отв. ред. Э. С. Кульпин; Институт востоковедения РАН. — М.: URSS, 2010. — 152 с. — ISBN 978-5-397-01030-6.
- Прусаков Д. Б. Додинастический Египет: Лодка у истоков цивилизации. — М.: Русский фонд содействия образованию и науке. Университет Дмитрия Пожарского, 2015. — 152 с. — 500 экз. — ISBN 978-5-91244-142-4.